# Arenápolis
Arenápolis là một đô thị thuộc bang Mato Grosso, Brasil. Đô thị này có diện tích 414,678 km², dân số năm 2007 là 9908 người, mật độ 23,89 người/km².